# Барцано
Барцано (італ. Barzanò) — муніципалітет в Італії, у регіоні Ломбардія, провінція Лекко.
Барцано розташоване на відстані близько 500 км на північний захід від Рима, 32 км на північ від Мілана, 15 км на південний захід від Лекко.
Населення — 5143 особи (2014).
Щорічний фестиваль відбувається 15 червня. Покровитель — святий Віт.

## Демографія
Населення за роками:

Станом на 1 січня 2023 року в муніципалітеті офіційно проживав 331 іноземець з 43 країн, серед них 41 громадянин країн Євросоюзу та 20 громадян України.

## Сусідні муніципалітети
- Барцаго
- Кассаго-Бріанца
- Кремелла
- Монтічелло-Бріанца
- Сірторі
- Вігано